# 論地駅
論地駅（ろんじえき）は、鹿児島県肝属郡高山町（現在の肝付町）後田にかつて設置されていた、日本国有鉄道（国鉄）大隅線の駅（廃駅）である。大隅線の廃止に伴い、 1987年（昭和62年）3月14日に廃駅となった。

## 歴史
大隅鉄道により開設された駅で、当初は762 mm軌間の軽便鉄道の駅であった。1935年（昭和10年）に国有化され、1938年（昭和13年）に1,067 mm軌間へ改軌された。第二次世界大戦末期に一旦営業が休止されたが、戦後再開された。再開当初、駅員が4人配置されていたが、利用が少ないため2年ですぐに2人へ減らされ、さらに1955年（昭和30年）には無人化されていた。

### 年表
- 1920年（大正9年）12月23日：大隅鉄道の鹿屋 - 高山（後の大隅高山）間開通時に開業[1]。
- 1935年（昭和10年）6月1日：鉄道省により国有化、古江線の駅となる。
- 1936年（昭和11年）10月23日：古江線の路線名改称により、古江西線の駅となる。
- 1938年（昭和13年）10月10日：1,067 mm軌間への改軌工事完成、古江東線と古江西線を合わせて古江線とする。
- 1945年（昭和20年）6月20日：営業休止[1]。
- 1947年（昭和22年）10月7日：営業再開[1]、駅員4人配置。
- 1949年（昭和24年）4月：駅員2人に減。
- 1955年（昭和30年）4月1日：荷物扱い廃止[1][2]。駅員無配置駅となる[3]。
- 1972年（昭和47年）9月9日：志布志駅 - 国分駅間全通に伴い古江線が大隅線に改称され、同線の駅となる。
- 1979年（昭和54年）：駅舎改築[4]。
- 1987年（昭和62年）3月14日：大隅線の全線廃止に伴い、廃駅となる[1]。

## 駅構造
- 1面1線の単式ホームを有する、列車交換不能駅であった。
- 無人駅であった。
- 駅舎はなく、ホーム上の待合所のみの駅だった。

## 隣の駅
日本国有鉄道
大隅線
大隅高山駅 - 論地駅 - 吾平駅